# Khovd, Khovd
Khovd (tiếng Mông Cổ: Ховд) là một sum của tỉnh Khovd ở miền tây Mông Cổ. Vào năm 2007, dân số của sum là 4.589 người.

## Địa lý
Sum có diện tích khoảng 2.830 km2. Trung tâm sum nằm cách tỉnh lỵ Khovd 27 km và thủ đô Ulaanbaatar 1.456 km.

### Khí hậu
Khovd có khí hậu hoang mạc. Nhiệt độ trung bình hàng năm trong khu vực là 2 °C. Tháng ấm nhất là tháng 7, khi nhiệt độ trung bình là 21 °C và lạnh nhất là tháng 1, với −20 °C. Lượng mưa trung bình hàng năm là 219 mm. Tháng ẩm ướt nhất là tháng 7, với lượng mưa trung bình là 52 mm, và khô nhất là tháng 3, với 2 mm.

## Kinh tế
Sum có một trường học, bệnh viện và khu dịch vụ.